# Coopers Town
Coopers Town é um município das Bahamas, desta é a quarta mais populosa e a mais setentrional dos principais centros da ilha.